# Зубковский сельсовет (Минская область)
Зубковский сельсовет — административно-территориальная единица на территории Клецкого района Минской области Республики Беларусь.
Расположен в северо-восточной части Клецкого района. Административный центр — агрогородок Зубки.

## История
Зубковский сельский Совет образован в 1940 году.
С июля 1944 года по 1954 год сельский Совет входил в состав Клецкого района Барановичской области, с 1954 года по 1964 год в Несвижский район Минской области.
1 сентября 1980 года сельский Совет был разделен на 2 сельских Совета: Зубковский и Гурновщинский. В декабре 1995 года данные советы вновь были объединены в один — Зубковский.
28 июня 2013 года в состав Зубковского сельсовета включена территория населённого пункта Рассвет; исключены из состава Зубковского сельсовета населенные пункты Головачи, Гурновщина, Летешин, Кореневщина, Матуши, Рассветная и включены в состав Краснозвёздовского сельсовета.

## Состав
Включает 7 населённых пунктов:
- Зубки — агрогородок
- Панкратовичи — деревня
- Половковичи — деревня
- Садовая — деревня
- Секеричи — агрогородок
- Сухличи — деревня
- Рассвет — посёлок

## Производственная сфера
- Сельскохозяйственный филиал «Клецкий» ОАО «Слуцкий сыродельный комбинат»

## Социально-культурная сфера
- ГУО «Зубковская средняя школа Клецкого района»
- два детских сада (Зубковский и Рассветовский)
- Медицинское обслуживание: 2 ФАПа (Зубковский, Секеричский)
- Культура: 3 Дома культуры (Зубковский, Секеричский и Рассветовский), 1 сельская библиотека-клуб (Садовская), 2 сельские библиотеки (Зубковская и Секеричская), 1 детская школа декоративно-прикладного искусства.